# Koninklijke kapel (Gdańsk)
De Koninklijke kapel (Pools: Kaplica Królewska) is een katholiek kerkgebouw in Danzig en kwam in 1681 gereed.

## Geschiedenis
Na de reformatie bleven zowel lutheranen als katholieken de Mariakerk gebruiken voor hun erendiensten, maar tegen het einde van de 16e eeuw namen de protestanten het hele gebouw in en moesten de katholieken uitwijken naar de ruimten van de pastorie.
Tijdens een bezoek van koning Jan III Sobieski in 1677 stierf de primaat Andrzej Olszewski in Danzig. De primaat liet een forse som geld na voor de bouw van een nieuwe kapel voor de katholieken. De koning voegde daar zelf nog eens een bedrag bij. Daarmee werd de bouw van de kapel mogelijk.
De bouw nam drie jaar in beslag en werd voltooid op 10 mei 1681. Aangenomen wordt dat de architect Tielman van Gameren was, de hofarchitect van de koning, terwijl het interieur werd ontworpen door Andreas Schlüter.
In 1945 brandde het interieur van de kapel uit, terwijl de muren van het westelijk gelegen woonhuis volledig werden verwoest. Van het interieur bleven slechts de 19e-eeuwse fresco's in de koepel bewaard. Gedurende de jaren 1946-1948 werd de kapel gerenoveerd; de aangrenzende woonhuizen werden in 1970 gereconstrueerd.
In de jaren 1990 vonden er restauraties plaats aan de gevels en het dak van de kerk.